# Dassault Falcon 5X
Dassault Falcon 5X – francuski samolot dyspozycyjny, określany również angielskojęzycznym terminem business jet wytwórni Dassault Aviation będący największą maszyną dyspozycyjną francuskiej wytwórni. Po wybudowaniu prototypu, wytwórnia z powodu nierozwiązanych problemów z jednostkami napędowymi zakończyła cały projekt.

## Historia

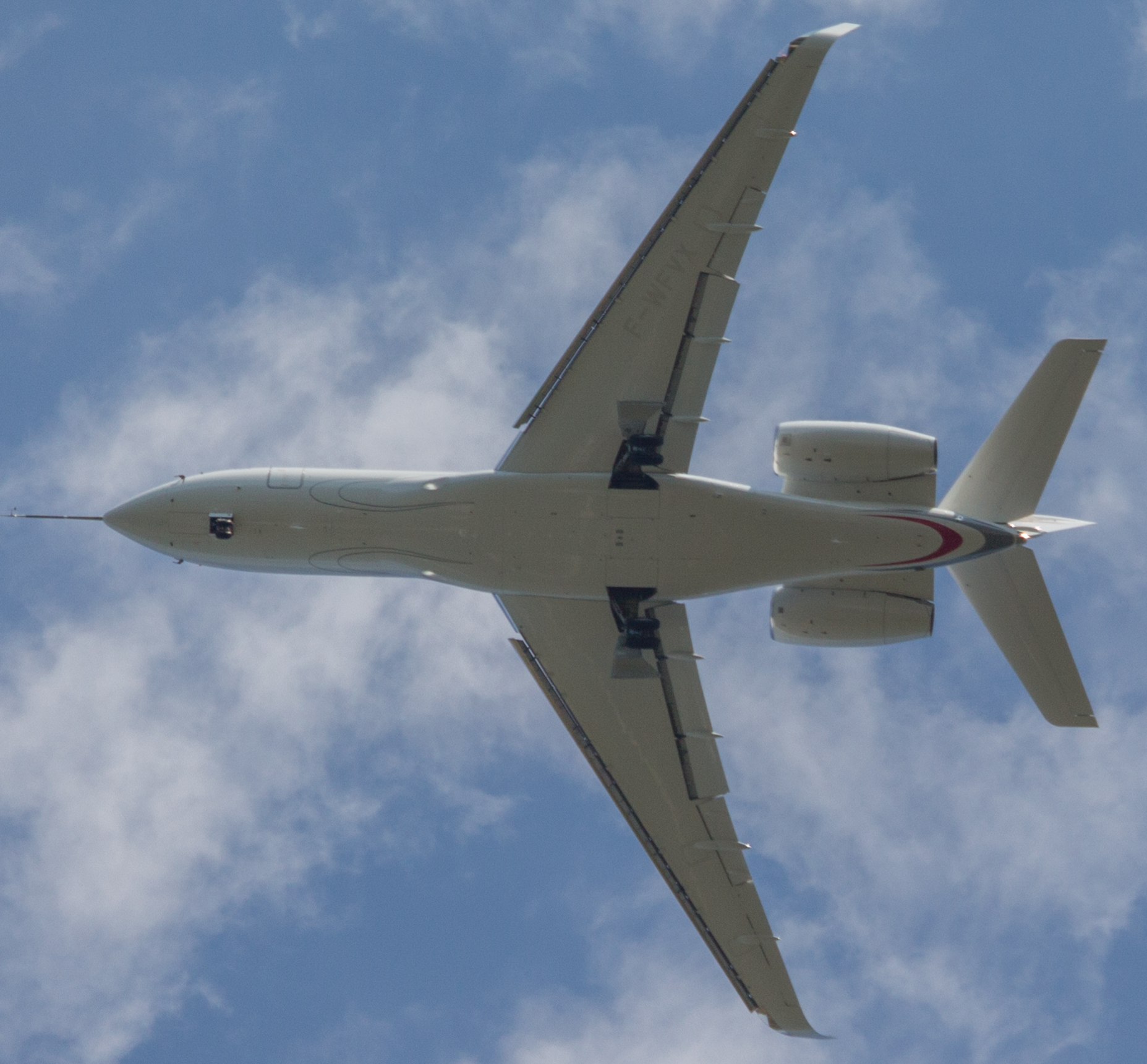
Dassault Falcon 5X w trakcie oblotu

Prace nad nowym samolotem określanym jako SMS (super - midsize), firma Dassault Aviation rozpoczęła w 2006 roku. Nowo projektowana maszyna, w zamierzeniach konstruktorów miała przede wszystkim charakteryzować się zwiększoną wygodą podróży pasażerów na swoim pokładzie. Aby to osiągnąć, Dassault zaprojektował kabinę pasażerską w kadłubie o średnicy 2,7 m będącym o 20 cm większym niż w modelu Dassault Falcon 7X i wysokości 1,98 m. Dzięki takiemu rozwiązaniu, potencjalni klienci mają do dyspozycji 50 m³ w porównaniu do 44 m³ wersji 7X. Innymi rozwiązaniami mającymi zwiększyć komfort lotu było powiększenie powierzchni okien i bogate oszklenie kabiny, która będzie dysponowała 28 oknami. Wersja 5X ma mniejszy zasięg niż 7X ale nadal jest on wystarczający do realizacji lotów międzykontynentalnych bez międzylądowania np. na trasie Nowy Jork - Moskwa. Producent zbudował dwie makiety kadłuba maszyny w celu prezentacji możliwych aranżacji wnętrza a sam projekt, po raz pierwszy został publicznie zademonstrowany na konferencji National Business Aviation Association w Las Vegas w 2013 roku. 2 czerwca 2015 roku w Bordeaux Merignac odbyła się ceremonia roll out ukończonego prototypu. W styczniu 2016 roku producent poinformował o dwuletnim opóźnieniu jakie zanotował cały projekt w stosunku do przewidywanego harmonogramu. Głównym powodem opóźnienia są problemy techniczne z silnikami Snecma Silvercrest. Konsekwencją opóźnień jest przesunięcie daty wejścia do służby samolotów na 2020 rok jak również co bardziej bolesne dla producenta, anulowanie zamówień przez przewoźników w 2016 roku na tuzin egzemplarzy wersji X5będne
. Prototyp samolotu został oblatany 5 lipca 2017 roku. Podczas dwugodzinnego lotu, za sterami maszyny siedzieli piloci Philippe Deleume i Philippe Rebourg. Lot przebiegł bez zakłóceń.
13 grudnia 2017 roku producent samolotu ogłosił zakończenie programu budowy samolotu Falcon 5X. Przyczyną takiej decyzji był wciąż nierozwiązane problemy z silnikami Snecma Silvercrest. Nie zakończyło to jednak planów francuskiej wytwórni pozyskania samolotu o podobnych parametrach co 5X. Nowa konstrukcja napędzana będzie jednostkami Pratt & Whitney Canada PW800. Nowa maszyna ma charakteryzować się osiągami zbliżonymi do 5X i wejść do służby w 2022 roku. 28 lutego 2018 roku, wytwórnia ogłosiła formalne rozpoczęcie programu budowy samolotu Dassault Falcon 6X, który ma wypełnić lukę powstałą po zakończeniu programu 5X.
We wrześniu 2018 roku, do publicznej wiadomości podano informację o zakończeniu sporu pomiędzy producentem samolotu, koncernem Dassault Aviation a wytwórcą silnika, firmą Safran, będącą odpowiedzialną za jednostkę Snecma Silvercrest. Safran, zobowiązał się do wypłacenia odszkodowania w wysokości 280 mln USD, które ma pokryć straty jakie poniósł Dassault w wyniku anulowania projektu 5X. Anulowania będącego konsekwencją niedopracowania silnika Silvercrest i wynikających z tego powodu opóźnień.

## Konstrukcja

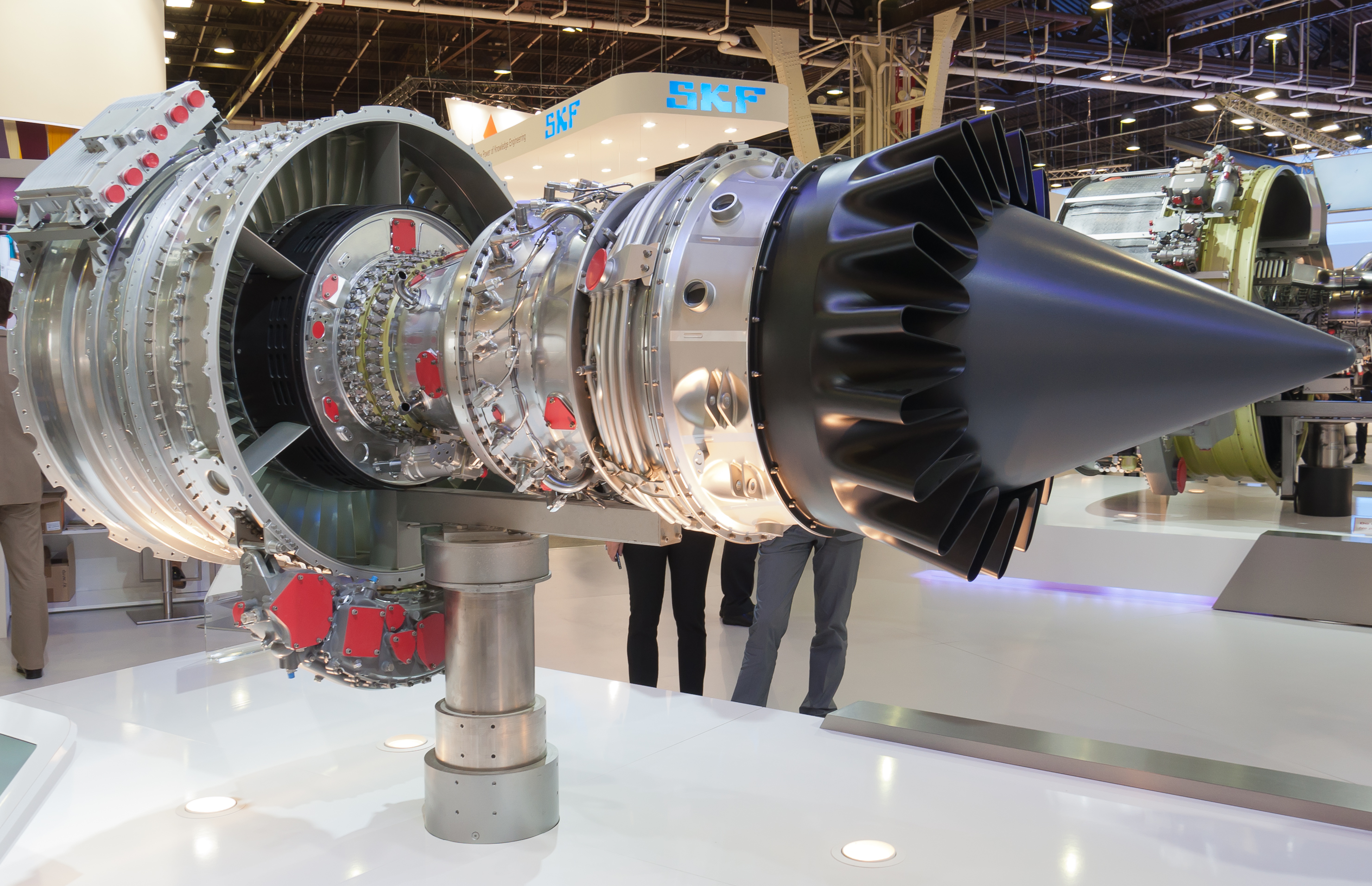
Silnik Snecma Silvercrest

5X jest wolnonośnym dolnopłatem dysponującym szesnastoma miejscami pasażerskimi. Maszyna miała być napędzana dwoma silnikami turbowentylatorowymi Snecma Silvercrest 1D o zmniejszonym zużyciu paliwa i zredukowanym poziomie hałasu. Oba silniki umieszczone są na końcu kadłuba po obu jego stronach. System monitorujący pracę jednostki napędowej pozwalał na śledzenie ponad 150 parametrów z możliwością przesyłania danych do bazy w czasie rzeczywistym. Kabina pilotów wyposażona została w duże okna umożliwiające obserwację przestrzeni podczas stromotorowego podchodzenia do lądowania, pod kątem większym niż obowiązujące na większości lotnisk 3°. Zamiast tradycyjnych wolantów, piloci dysponowali bocznymi drążkami sterowniczymi a kapitan samolotu dodatkowo wyświetlaczem przeziernym (HUD). Tablica przyrządów oparta jest na wyświetlaczach ciekłokrystalicznych. Skośne skrzydła zaopatrzone w trzy sloty na krawędzi natarcia i klapy, lotki oraz wielozadaniowe klapolotki na krawędzi spływu, klasyczne usterzenie. Chowane, trójpodporowe podwozie z przednim podparciem. System EAS stanowi podstawę awioniki samolotu, uzupełniony przez zestaw ClearVision firmy Elbit wspomagający widzialność. Dodatkowo okna kabiny pilotów zostały powiększone o 30° w porównaniu do wielkości okien stosowanych standardowo.